# Slaget vid Pistoria
Slaget vid Pistoria var ett slag som utkämpades i närheten av den italienska staden Pistoia i januari år 62 f.Kr. Orsaken till slaget var att den romerske politikern och fältherren Lucius Sergius Catilina uppbådat militära styrkor för att störta den romerska senaten efter att ha anklagats av Cicero för att konspirera mot staten.
Utgången av slaget blev att hela Catilinas armé utplånades till sista man då man vägrade ge upp mot den överlägsna romerska armén som man kämpade mot. Catilina själv hittades enligt historiska källor långt bakom fiendens linjer mitt bland sina döda motståndare.